# Actinostachys oligostachys
Actinostachys oligostachys är en ormbunkeart som beskrevs av Bierh. Actinostachys oligostachys ingår i släktet Actinostachys och familjen Schizaeaceae. Inga underarter finns listade.